# Lago Karakul (Tayikistán)
El lago Karakul, Kara-Kul o Qarokul (en tayiko: Қарoкул) es un lago endorreico de 25 km de diámetro en la cordillera del Pamir en Tayikistán, situado a 3.900 m s. n. m. Una península que se proyecta desde la orilla meridional y una isla en la zona norte dividen sus aguas en dos cuencas. La oriental es poco profunda, de 13 a 19 metros, pero en la occidental el fondo se encuentra a más de 200 metros.

## Cráter de impacto

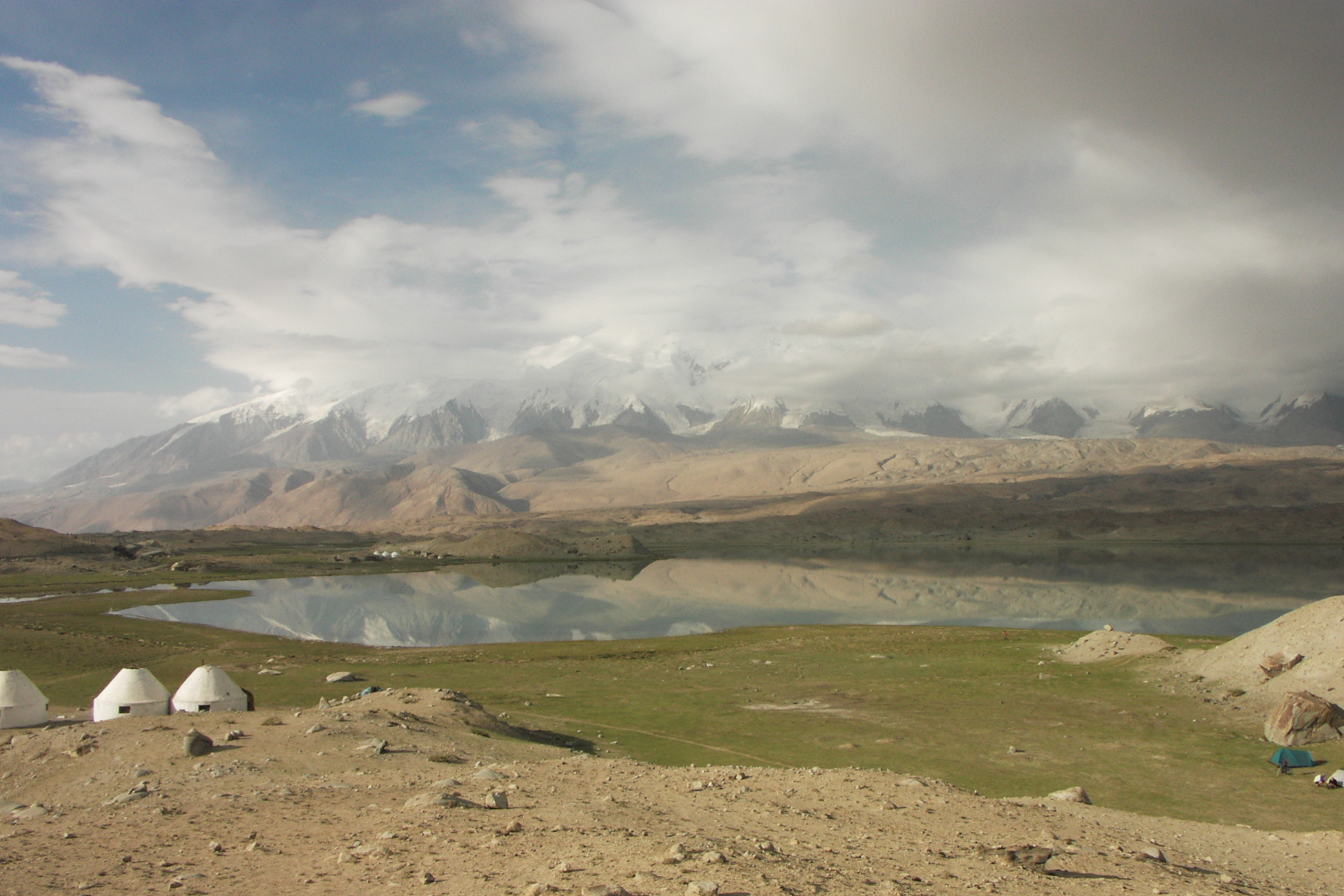
Vista del lago Karakul

Lago Karakul se encuentra en una depresión que constituye el cráter de impacto de un meteorito, con un diámetro total de 45 km. El impacto ocurrió hace cerca de 5 millones de años. Las características de su formación sólo se pudieron establecer a través de las fotografías satelitales de la región.

## Huellas en la historia
Se menciona el lago Karakul en las inscripciones del gran Kan Bilge Kagan de los documentos escritos de Orhon, describiéndoselo como un sitio de batallas entre ejércitos túrquicos hacia 715.